# コドレ
コドレ（仏: Codolet）は、フランスのオクシタニー地域圏、ガール県に属するコミューン。
1801年にコンドレ (Condolet) から現在の地名になった。

## 地理
東をローヌ川が流れ、対岸はヴォクリューズ県である。川の水資源を利用してマルクール原子力地区が置かれており、村落の北には核関連施設が林立する。北でシュスクランと、南東でカドゥルース（ヴォクリューズ県）と、南西でロダン＝ラルドワーズと、西でオルサンとそれぞれ接し、付近には国道580号線が通っている。

## 行政
- 村長 - セルジュ・ボワサン（Serge Boissin、1993年から） コミュノテ・デ・コミューン代表

議会は村長を含め、15人で構成される。

## 人口の推移[1]
| 1962年 | 1968年 | 1975年 | 1982年 | 1990年 | 1999年 | 2007年 | 2008年 |
| ------ | ------ | ------ | ------ | ------ | ------ | ------ | ------ |
| 381    | 393    | 386    | 433    | 458    | 558    | 682    | 691    |

## ゆかりの人物
- エマニュエル・マリー・ピエール・デ・グラモン（1783年 - 1841年） 7月王政期の貴族。第6代カドゥルース公、ヴァシェールおよびコドレ侯、少将。7月王政における貴族院（Chambre des pairs）議員。

## ギャラリー

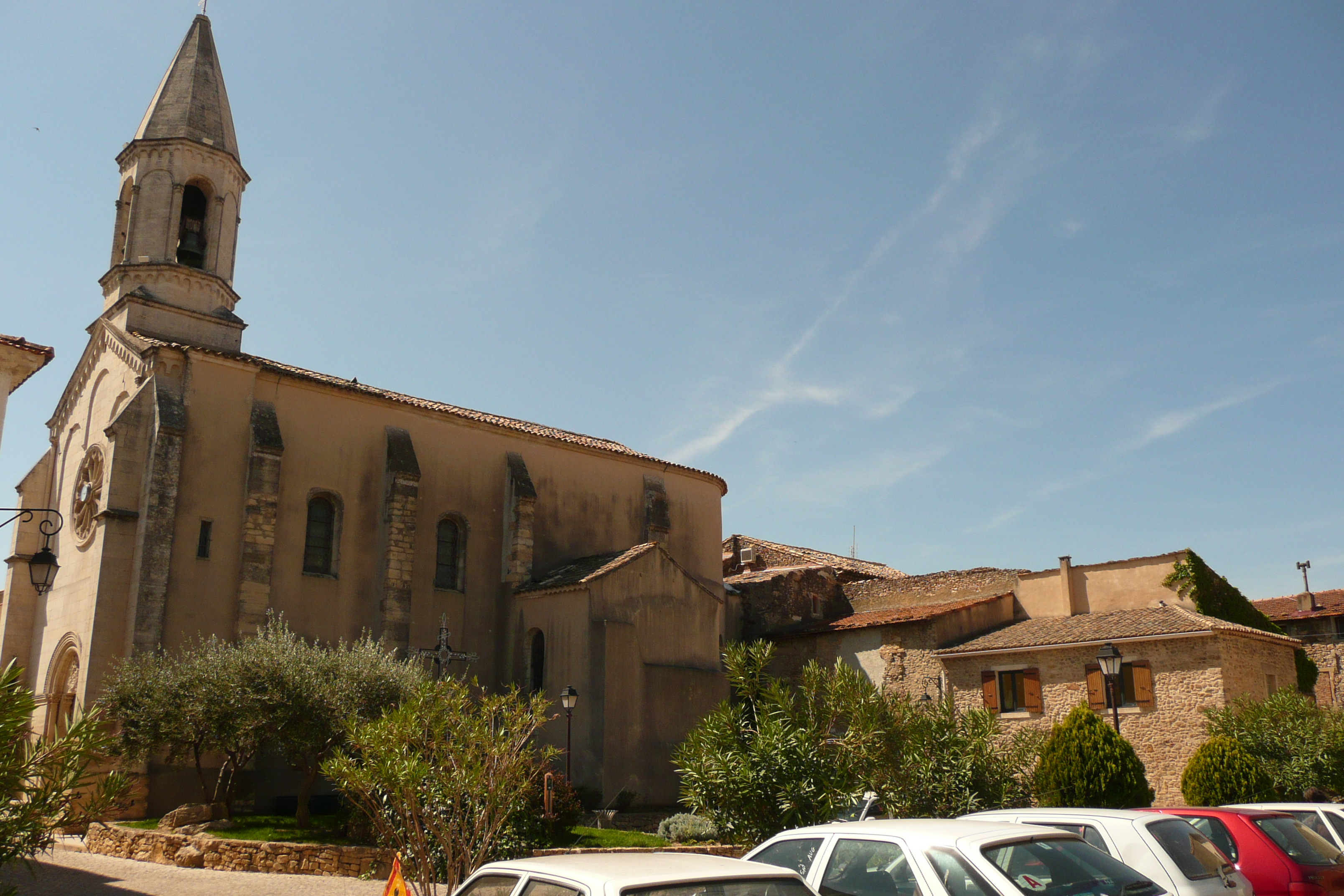
教会
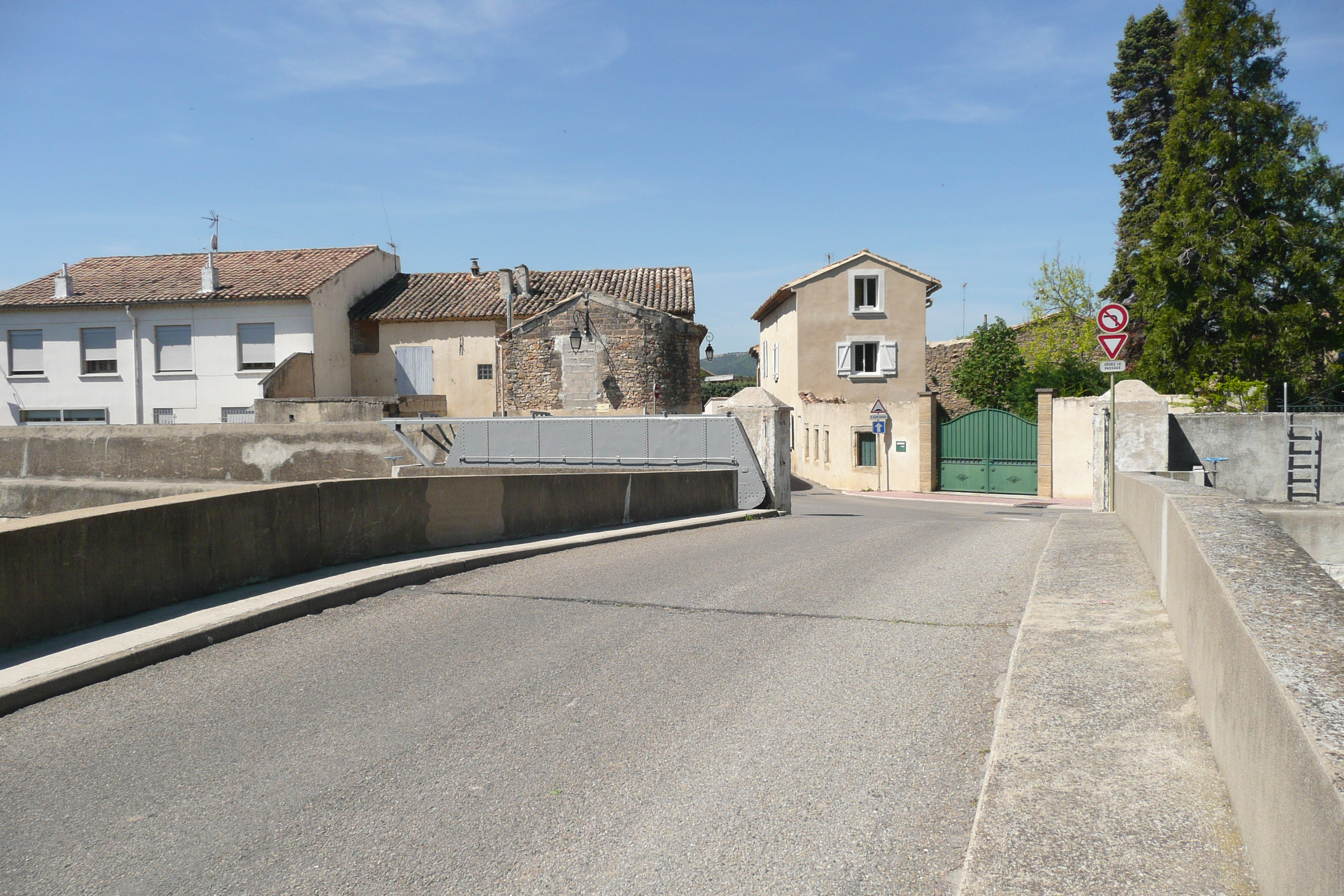
街外れ
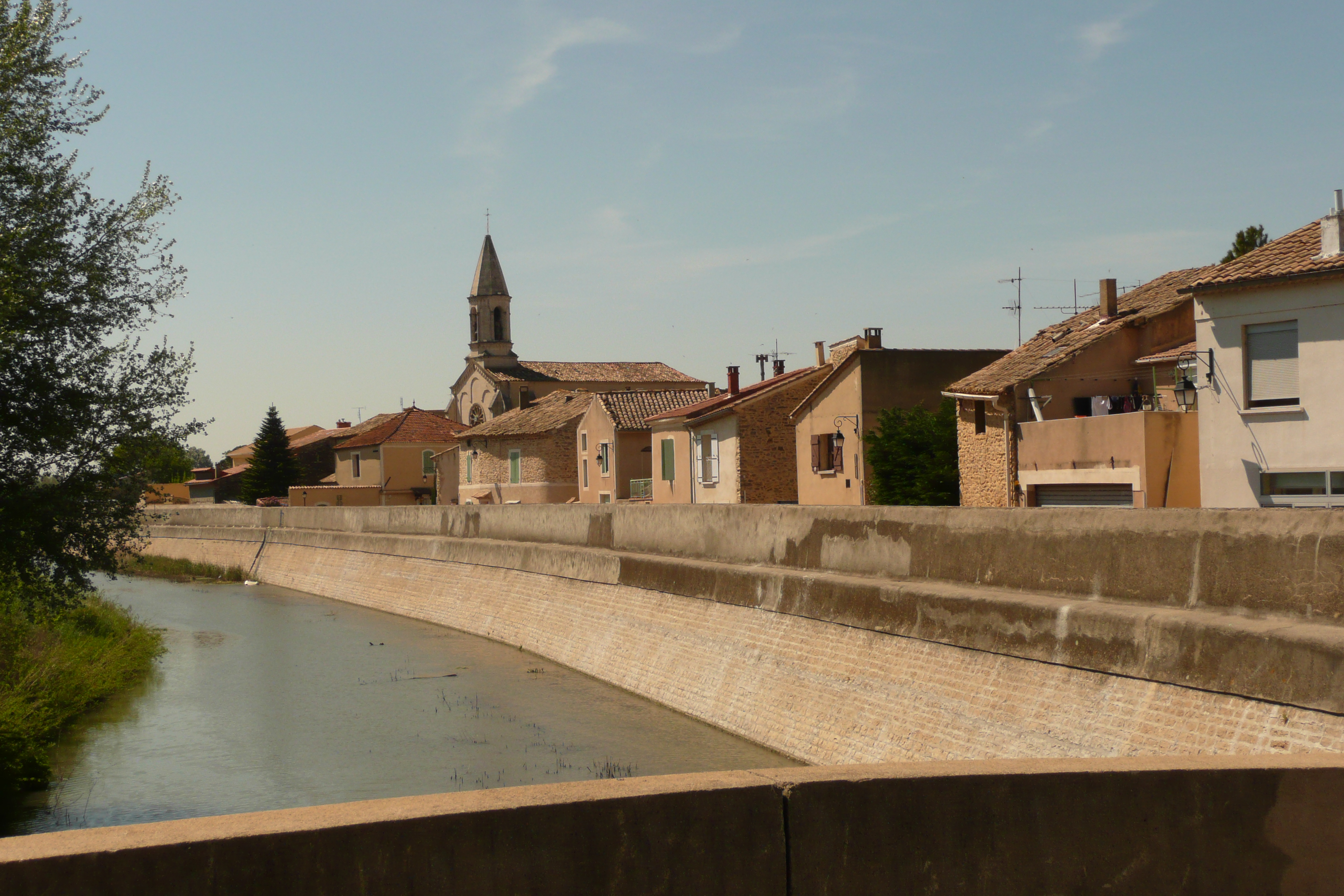
セズ川
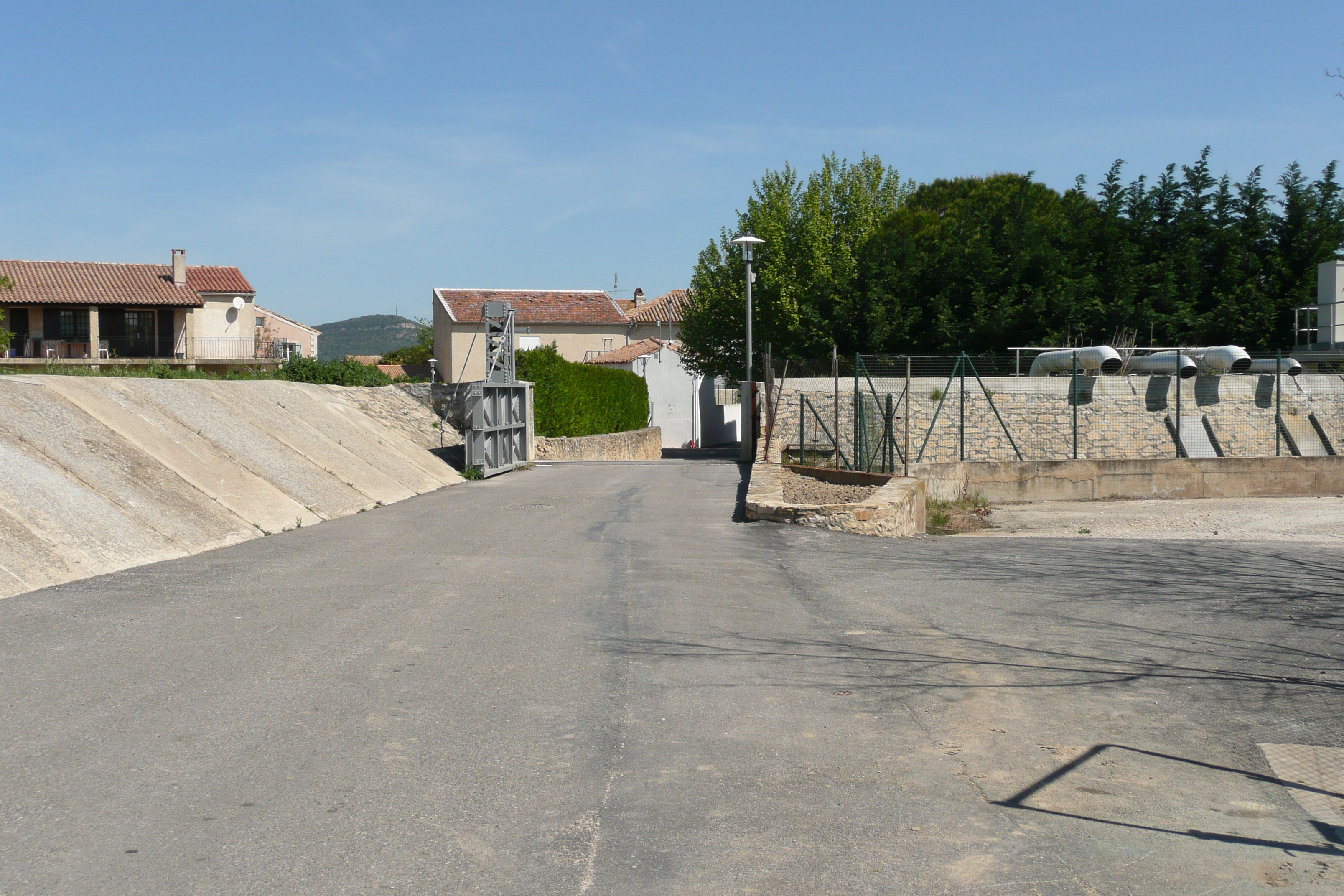
ローヌ川の堤防
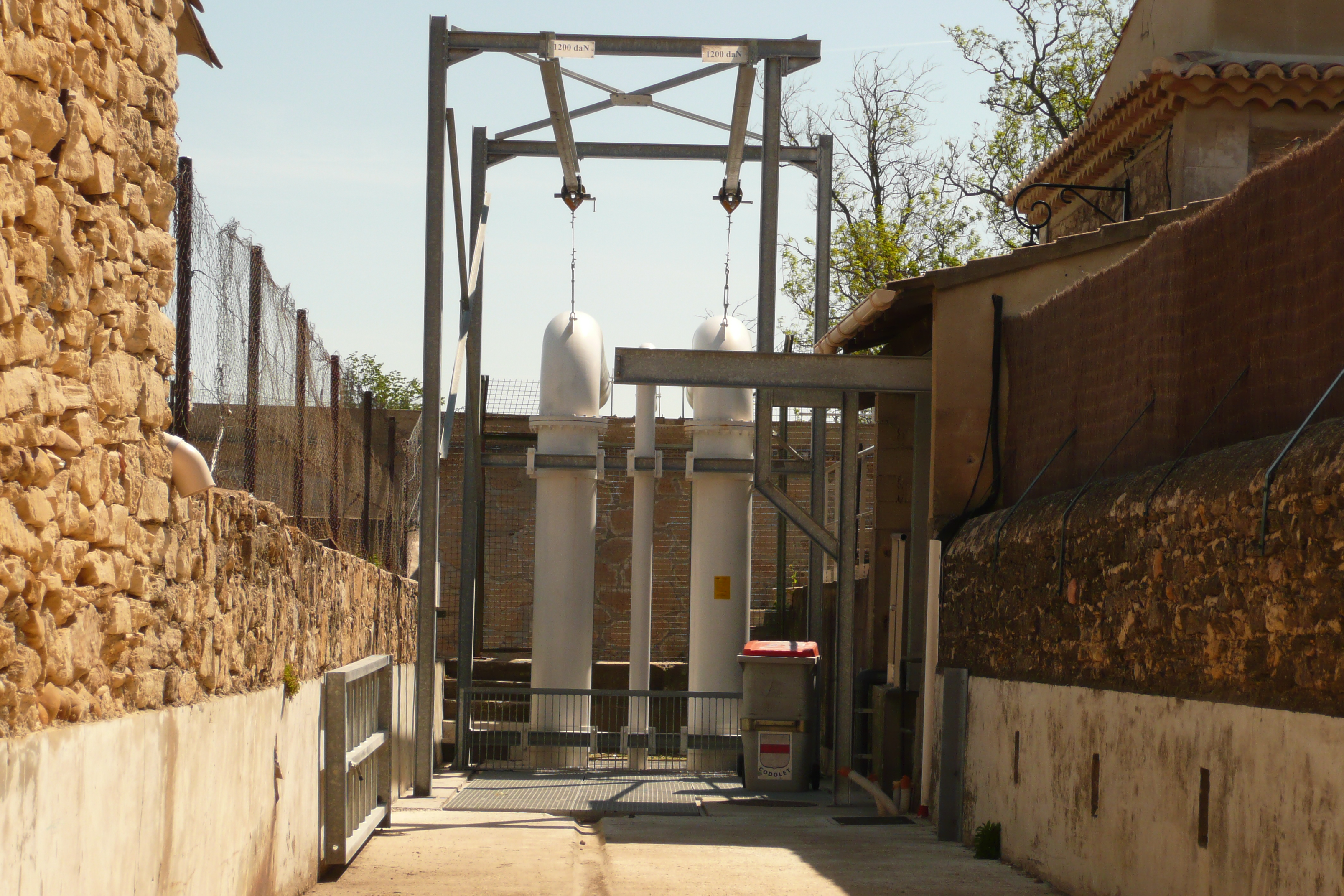
揚水装置
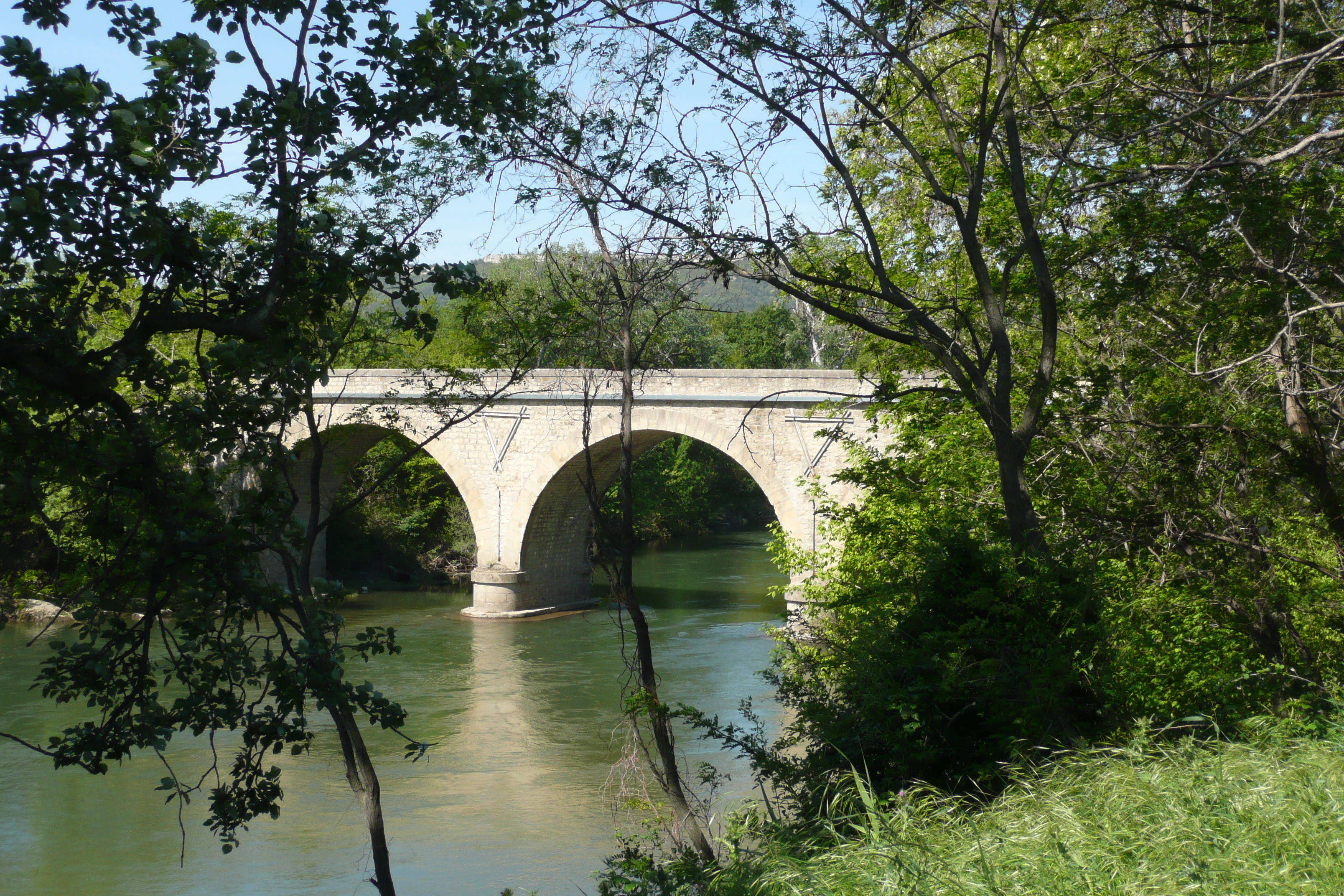
セズ川に架かる橋